# Gnas
Gnas é um município da Áustria, situado no distrito de Südoststeiermark, no estado da Estíria. Tem 81,76 km² de área e sua população em 2019 foi estimada em 6.015 habitantes.